# Bal des Débutantes

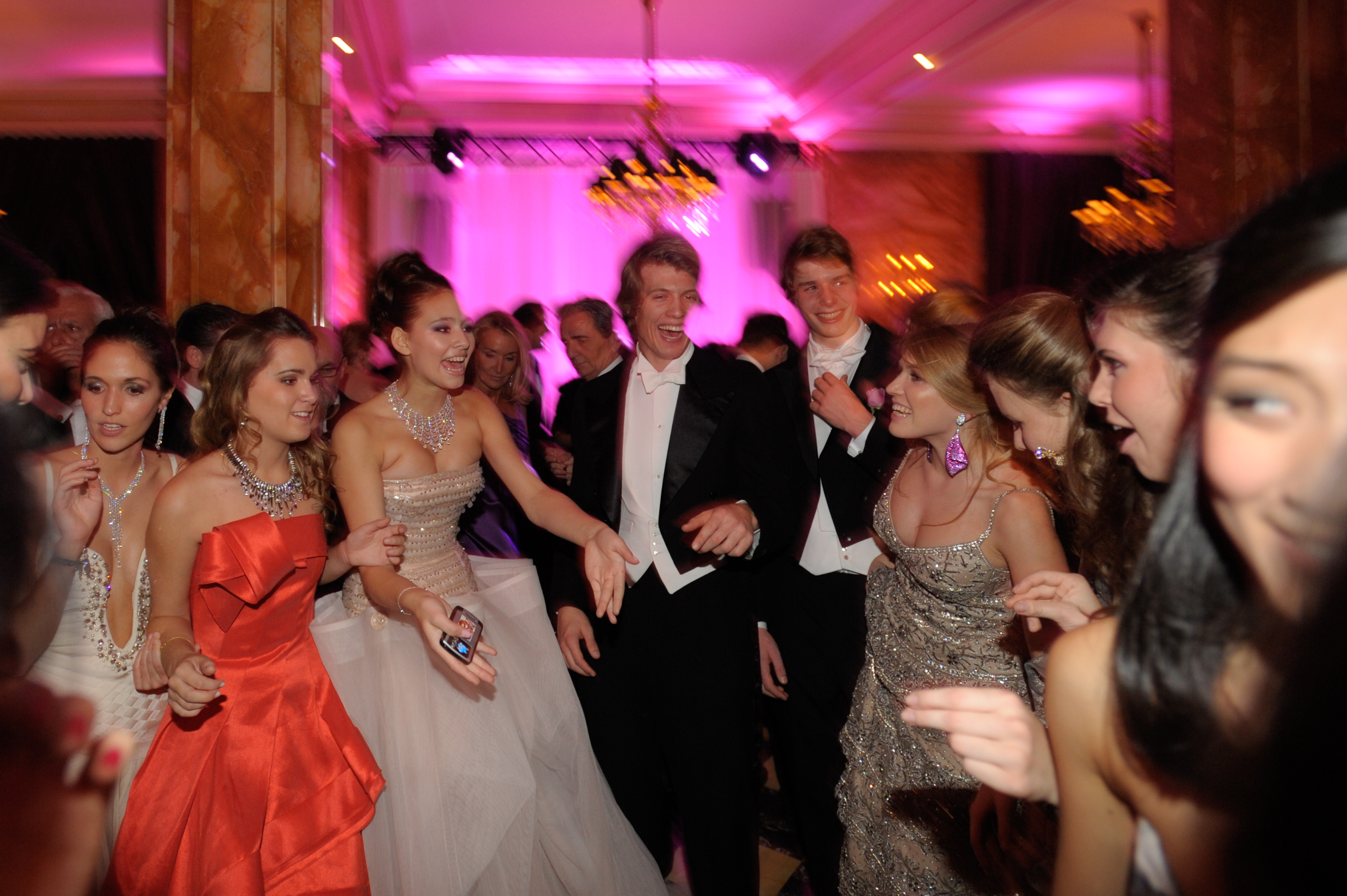
Der Bal des débutantes im Hôtel de Crillon (2009)

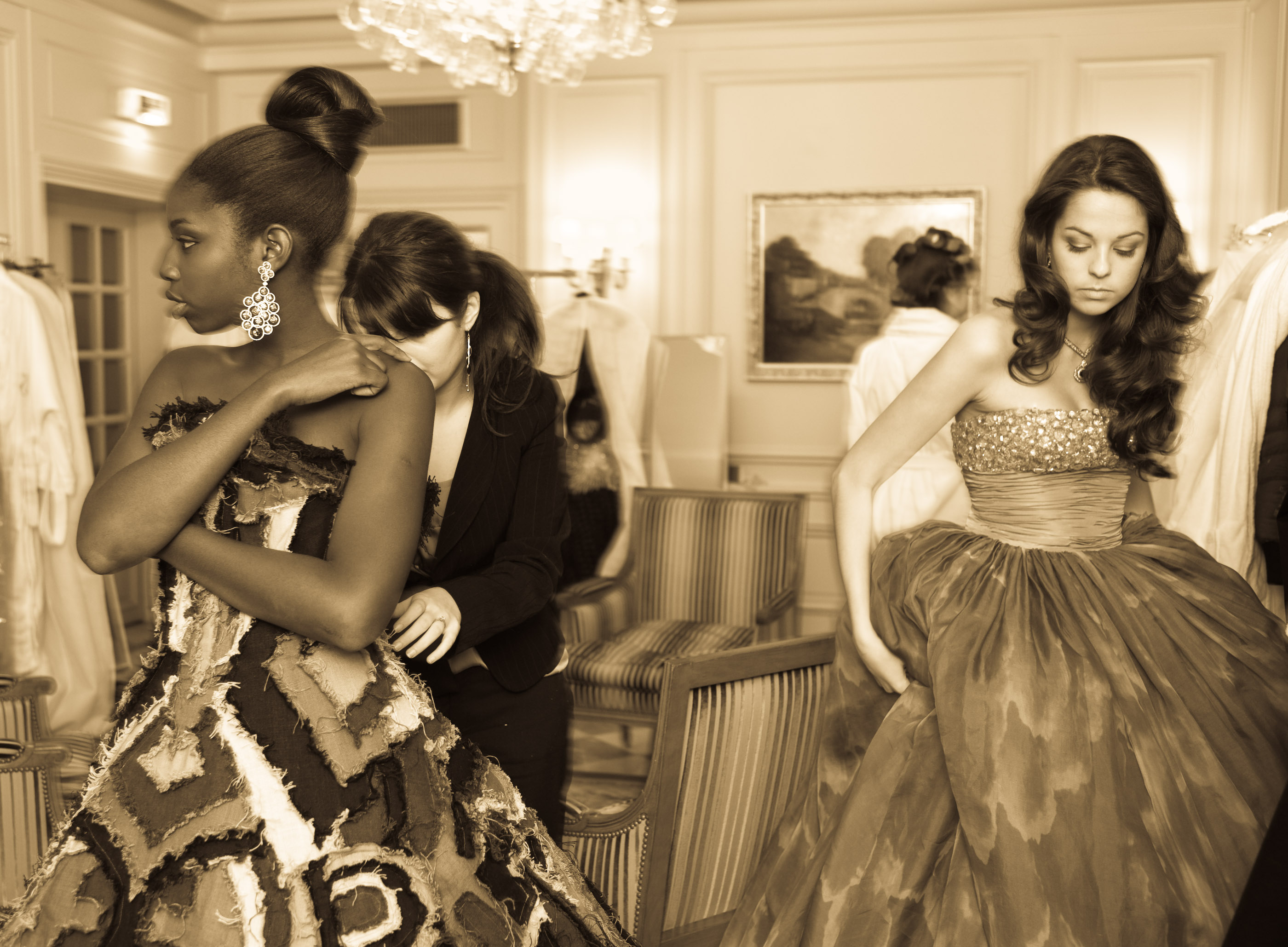
Das Ankleiden für den Ball (2008)

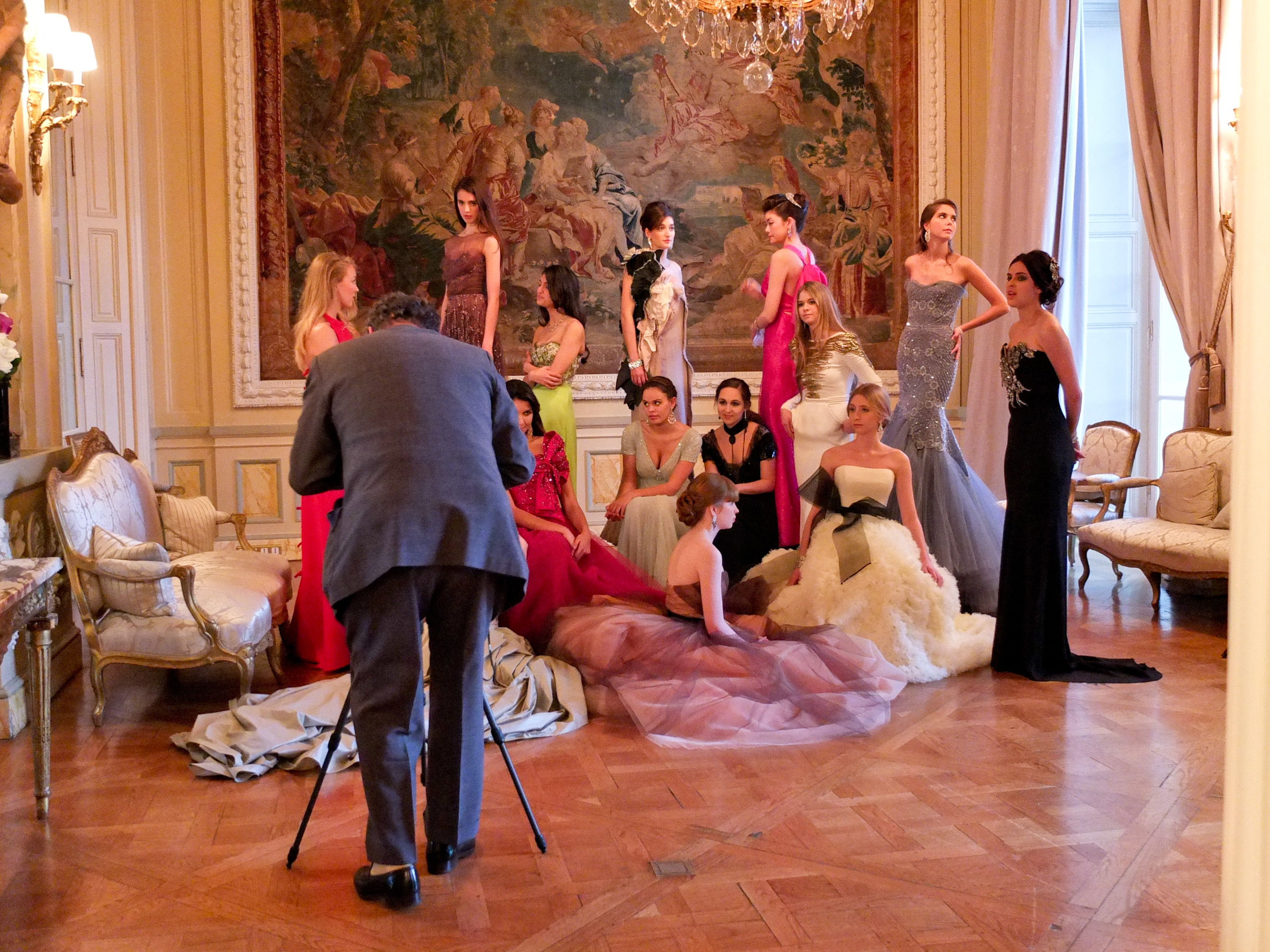
Fotoshooting mit den Debütantinnen (2011)

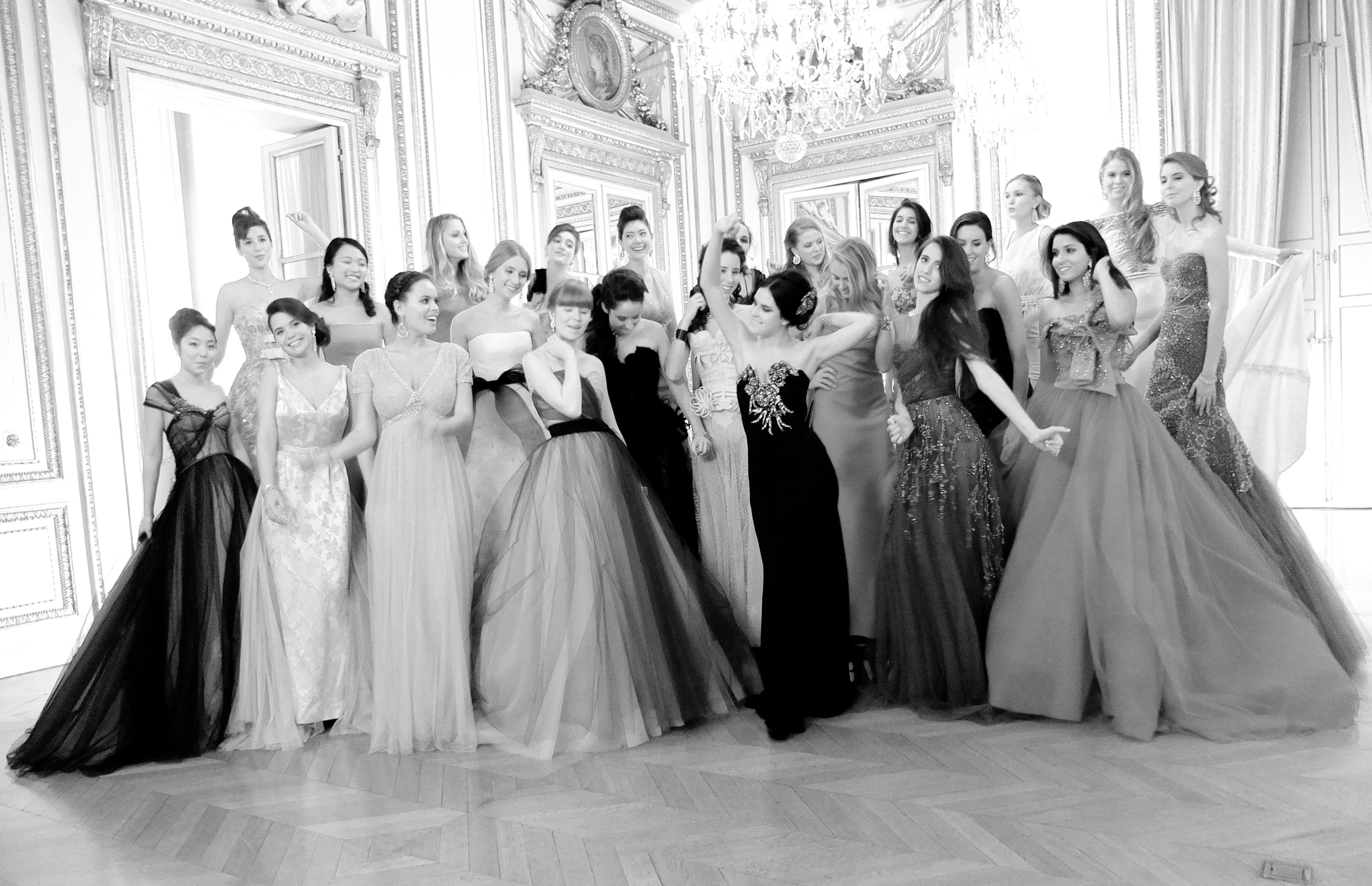
Gruppenfoto der Debütantinnen auf dem Bal des Débutantes (2011)

Der Bal des Débutantes in Paris, auch vereinfacht abgekürzt le Bal, ist ein jährlich stattfindendes High-Society-Ereignis, zu dem 20 bis 25 Mädchen im Alter zwischen 16 und 22 Jahren eingeladen sind, die aus ungefähr einem Dutzend Länder stammen.

## Geschichte
Der Ball wurde durch Ophélie Renouard begründet und fand das erste Mal am 27. September 1992 statt. Die jungen Damen tragen Kleider von Haute Couture- und Modedesignern sowie ausländischen Modehäusern. Alle tragen Schmuck von demselben Juwelier. Die Debütantinnen stammen generell aus berühmten Familien, die bekannt sind für ihren Beitrag zu Kunst, Politik, Wirtschaft und mehr.
Die Veranstaltung sammelt Geld für eine oder mehrere Wohltätigkeitsorganisationen und zelebriert dabei die französische Lebensart. Seit 2009 hat der Ball die Organisation Kinder Asiens unterstützt, die sich um Ausbildungen für Mädchen in Südost-Asien kümmert. 2015 wurde auch das Seleni Institute unterstützt.
2005 bezeichnete die Zeitschrift Forbes den Ball als „eine der zehn angesagtesten Partys der Welt“.

## Ablauf
Planung und Vorbereitungen beinhalten das Einladen der Debütantinnen und ihrer Kavaliere sowie Treffen mit den Debütierenden und ihren Familien.
Von 1992 bis 2012 fand der Ball im Hôtel de Crillon statt. Das Hôtel Raphael war 2013 und 2014 der Ort des Balls, und 2015 wurde die Veranstaltung im Palais de Chaillot abgehalten, mit Ausblick auf den Eiffelturm. Das Partnerhotel des Balls für 2016 war das Hotel The Peninsula Paris.
Am Freitag, dem Vortag der Ballnacht, treffen die Debütantinnen zum ersten Mal zusammen. Die Makeup- und Hairstyling-Sitzungen beginnen ab 9 Uhr. Das Anziehen der Kleider, der langen Handschuhe, der Schuhe und des Schmucks sowie die individuellen Einzelfotos als auch die Gruppenfotos, nehmen den Rest des Tages in Anspruch. Noch am Freitagabend nehmen die Väter der Debütantinnen sowie die Kavaliere an einem Walzerunterricht mit zwei Tanzlehrern teil.
Die Debütantinnen werden auf dem Ball in alphabetischer Reihenfolge vorgestellt, eingehakt im Arm ihrer Kavaliere, durch den Journalisten und Autor Stéphane Bern. Danach wird das Essen serviert, darauf folgt der Eröffnungstanz.

## Eröffnungstanz
Jedes Jahr seit 2005 hat es eine Debütantin gegeben, die den Tanz mit einem Walzer eröffnete, geführt durch ihren Vater oder aber dem MC des Abends:
- 2005: Bianca Brandolini d’Adda mit dem Zeremonienmeister Prinz Charles-Philippe d’Orléans[23][24][25]
- 2006: Xiaodan Chen mit Stéphane Bern[26][27][28]
- 2007: Maria Abou Nader mit Stéphane Bern[29]
- 2008: Scout Larue Willis mit Bruce Willis und Anouchka Delon mit Alain Delon, zu einem Walzer aus Luchino Viscontis Film Der Leopard[30]
- 2009: Autumn Whitaker mit Forest Whitaker und Jasmine Li mit Stéphane Bern[31]
- 2011: Tallulah Willis mit Bruce Willis[32]
- 2012: Sophia Rose Stallone mit Sylvester Stallone[33]
- 2013: Kyra Kennedy mit Robert Kennedy[34][35]
- 2014: Prinzessin Elizabeth von Bourbon-Parma mit Prinz Charles-Emmanuel von Bourbon-Parma[8][36]
- 2015: Iman Perez mit Vincent Perez[37][38] und Gräfin Gloria de Limburg Stirum mit Graf Thierry de Limburg Stirum[38][39]